# Robert Cooper Grier

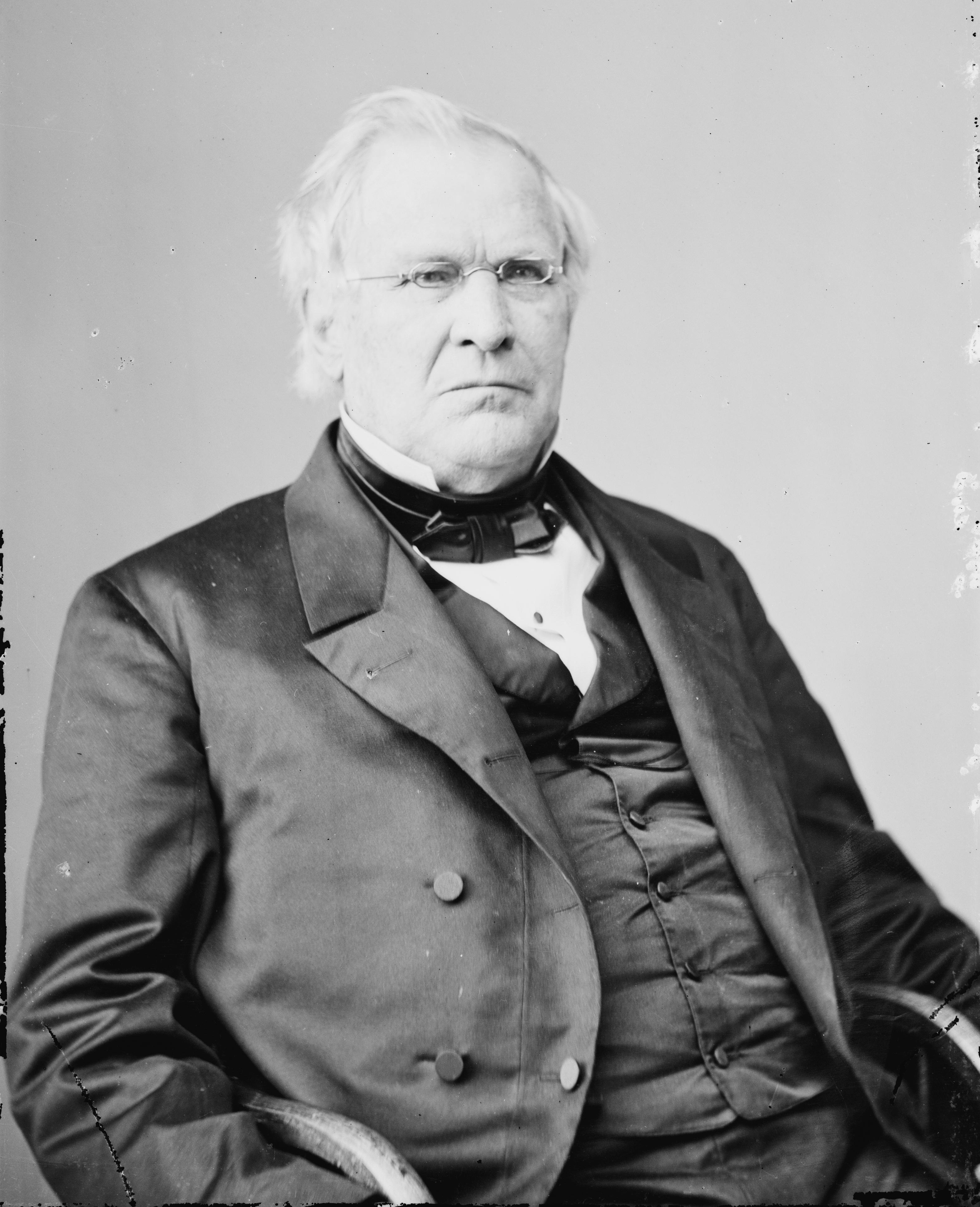
Robert Cooper Grier

Robert Cooper Grier (* 5. März 1794 im Cumberland County, Pennsylvania; † 25. September 1870 in Philadelphia, Pennsylvania) war ein US-amerikanischer Jurist und von 1846 bis 1870 Richter am Obersten Gerichtshof der Vereinigten Staaten.

## Leben
Robert Cooper Grier schloss seine akademische Ausbildung 1812 am Dickinson College ab. 1817 wurde er von der Anwaltskammer in Bloomsburg als Rechtsanwalt zugelassen. Bereits 1818 siedelte er nach Danville über. Die dort von ihm gegründete Anwaltskanzlei war sehr erfolgreich. 1833 wurde er dann Richter am Bezirksgericht des Allegheny County, eine Stellung, die er bis zur Berufung an den Obersten Gerichtshof innehatte.
1844 verstarb der aus Pennsylvania stammende Richter am Obersten Gerichtshof Henry Baldwin. Der damalige US-Präsident James K. Polk suchte einen Nachfolger, der einerseits seiner eigenen Partei, den Demokraten, angehörte und andererseits auch aus Pennsylvania stammen sollte. Nachdem die Suche nach einem entsprechenden Kandidaten, der auch die Zustimmung des Senates hatte, zunächst erfolglos verlief, griff Polk schließlich auf den zwar unumstrittenen, aber auch unbekannten Grier zurück. 1846 wurde Grier so zum Mitglied des Obersten Gerichtshofes. Dieses Amt sollte er bis 1870 innehaben, als er auf Druck seiner Richterkollegen aus gesundheitlichen Gründen zurücktrat. Er starb noch im September desselben Jahres.
1848 wurde er zum Mitglied der American Philosophical Society gewählt.

## Tätigkeit am Obersten Gerichtshof
Grier vertrat am Gerichtshof im Allgemeinen eine gemäßigte Position. Er war ein Vertreter der Souveränität der Bundesstaaten gegenüber der Zentralregierung. Er neigte daher zur Ablehnung von Gesetzen des Bundes. In der Folge dieser Grundhaltung neigte in der Frage der Sklaverei eher zu dem Standpunkt der südlichen Staaten.
Umstritten ist sein Verhalten im Zusammenhang mit dem Prozess Dred Scott v. Sandford. Auf Drängen des damaligen Präsidenten James Buchanan erklärte sich Grier bereit, mit der Mehrheit des Gerichtes zu votieren, die schwarzen Amerikanern nicht dieselben Bürgerrechte zubilligen wollte wie Weißen. Grier hatte ursprünglich in diesem Punkt abweichend votieren wollen. Weiterhin informierte er detailliert vor der Urteilsverkündung den Präsidenten über den Ausgang des Verfahrens.
Während des Bürgerkrieges sollte er dann allerdings für die Einhaltung der Union urteilen. So sah er die Blockade der Häfen des Südens in der Folge des sogenannten Anakonda-Plans lediglich auf Geheiß des Präsidenten als rechtmäßig an.